# Czesław Kobuczowski
Czesław Kobuczowski (? 1817 – 4. ledna 1884) byl rakouský politik polské národnosti z Haliče, během revolučního roku 1848 poslanec Říšského sněmu.

## Biografie
Roku 1849 se uvádí jako Ceslaw von Kobuzowski, statkář v obci Sulistrowa. Byl vlastníkem statků v okolí Strzyżówa.
Během revolučního roku 1848 se zapojil do veřejného dění. Ve volbách roku 1848 byl zvolen i na ústavodárný Říšský sněm. Zastupoval volební obvod Żmigród. Tehdy se uváděl coby statkář. Náležel ke sněmovní levici.